# 944年
| 千纪： | 1千纪 |
| 世纪： | 9世纪 \| 10世纪 \| 11世纪 |
| 年代： | 910年代 \| 920年代 \| 930年代 \| 940年代 \| 950年代 \| 960年代 \| 970年代 |
| 年份： | 939年 \| 940年 \| 941年 \| 942年 \| 943年 \| 944年 \| 945年 \| 946年 \| 947年 \| 948年 \| 949年                                                                                                |
| 纪年： | 甲辰年（龙年）；闽永隆六年，天福九年；殷天德二年；于阗同慶三十三年；契丹会同七年；南汉乾和二年；后蜀广政七年；后晋（吴越、荆南、马楚）天福九年，开运元年；南唐保大二年；大理文德八年；日本天慶七年 |

## 大事记
- 4月8日：朱文進、連重遇刺殺王延羲，朱文進自立为閩王，不久後向後晉稱臣。
- 基輔公國伊戈爾·留里科維奇再度遠征拜占庭帝國，與皇帝簽訂了一份貿易條約，但不如奧列格911年簽訂的那個條約有利。
- 耶律德光入侵後晉，契丹滅後晉之戰開始。

## 逝世
- 王延羲，闽景宗，被杀
- 吴权，越南吴朝君主